# Alchemilla calviflora
Alchemilla calviflora é uma espécie de rosácea do gênero Alchemilla, pertencente à família Rosaceae.